# 佩尼亚罗亚德塔斯塔温斯
佩尼亚罗亚德塔斯塔温斯，是西班牙阿拉贡自治区特鲁埃尔省的一个市镇。总面积83平方公里，总人口539人（2001年），人口密度6人/平方公里。